# 1769 Карлосторрес
1769 Карлосторрес (1769 Carlostorres) — астероїд головного поясу, відкритий 25 серпня 1966 року.
Тіссеранів параметр щодо Юпітера — 3,669.